# Дельгадо, Агустин
Агусти́н Дельга́до (исп. Agustín Javier Delgado Chala; род. 23 декабря 1974 в провинции Имбабура) — эквадорский футболист, выступавший на позиции нападающего. Один из самых лучших игроков в истории эквадорского футбола, являлся лучшим бомбардиром сборной Эквадора за всю её историю. С мая 2013 года является депутатом Национальной ассамблеи Эквадора от правящей партии Альянс PAIS.

## Биография
В отборочных играх к ЧМ-2002 года он стал лучшим бомбардиром (9 голов), вместе с аргентинцем Эрнаном Креспо. Его значимость для сборной была настолько велика в тот момент, что он принял решение играть на турнире с незалеченной травмой и забил первый в истории гол сборной Эквадора в финальных стадиях чемпионатов мира. Однако последствия этого решения оказались плачевными: большую часть карьеры в английском «Саутгемптоне» Агустин провёл «в лазарете».
После возвращения в Эквадор и небольшого вояжа в Мексику Дельгадо постепенно стал восстанавливать свою форму. С 2006 года выступает в лучшем клубе Эквадора последних лет — ЛДУ. В конце 2006 года за инцидент с дракой на поле 17 декабря его, в числе других футболистов, дисквалифицировали на год, но затем уменьшили срок до полугода.
В 2008 году Дельгадо стал победителем Кубка Либертадорес в составе ЛДУ, хотя его роль в команде уже не была столь значима, как в прежние годы. В январе 2009 года было объявлено о переходе Дельгадо в клуб «Эмелек». В клубе из Гуаякиля Дельгадо провёл лишь один сезон, после чего завершил карьеру футболиста в клубе третьего дивизиона «Валье-дель-Чота», представляющем родной город Агустина. В настоящий момент работает в администрации этого клуба.
В составе сборной Эквадора Агустин Дельгадо дважды участвовал в финальных стадиях чемпионата мира. В 2006 году помог Эквадору выйти в 1/8 финала чемпионата мира.

## Титулы
- Чемпион Эквадора (2): 1997, 2007
- Чемпион Мексики (1): 2004 (Апертура)
- Обладатель Кубка Либертадорес (1): 2008